# نیلز نیلسون (ورزشکار)
نیلز نیلسون (انگلیسی: Nils Nilsson; ۸ مارس ۱۹۳۶ – ۲۴ ژوئن ۲۰۱۷) بازیکن هاکی روی یخ، و بازیکن فوتبال اهل سوئد بود.
از باشگاه‌هایی که در آن بازی کرده‌است می‌توان به باشگاه فوتبال دیورگاردن اشاره کرد.